# DJ SANCON
DJ SANCON（ディージェー・サンコン）は、日本のDJである。京都発のDJチームBEAT TRICKSのオリジナルメンバーであり、自身がレジデントを務めるヒップホップPARTY「ESSENTIAL」は2020年で25周年を迎え、HIP HOP PARTYでは日本で一番長く開催しているPARTYである。

## 来歴・活動
京都市出身。17歳の終わりにたまたま見たDJ大会のビデオでスクラッチに興味を持つ。その時に流れてたHIP HOP音楽に興味をもち、DJを目指す。18歳でDJ Sharkに弟子入り。20歳でクラブでDJデビューする。デビュー年にDJ SharkのDJユニットBEAT TRICKSに加入する。当時まだまだ認知されてないHIP HOPミュージックを広めるため、DJ Sharkと共に京都、大阪、滋賀で活動する。1994年にはDJの大会のNEW MUSIC SEMINAR予選を通過し全国大会に出場する。
自身のDJとしてのキャリアを大きく飛躍させたのは26歳の時にBUDDHA BRAND率いるエルドラツアーで全国ツアーに参加、2001年にはRHYMESTER 『ウワサの真相』のクラブツアーに参加が上げられる。
その後東京でのレギュラーDJ活動も始まる。2009年よりNYにも活動の幅を広げてPARTYに参加。現在DJとして京都を中心に国内、ニューヨーク、ボストン、カナダなどの海外で年間100本を超えるPLAYをする。
クラブDJ以外にはライブDJとしても活動しており、男性R&BコーラスグループFull Of Harmony、2007年にはKOHEI JAPANのライブDJとして参加した。
音楽イベント・フェスティバルにも出演し、代表的なものには、ヒップホップとロックの融合イベント“TERMINAL”〈BRAHMAN.BACK DROPBOMB.RHYMESTER.SHAKKAZONBIE〉や、東北最大フェスARABAKI ROCK FESTIN SENDAI BAY、九州のスカイジャンボリーなどがある。
現場での活動以外にも、オリジナル曲制作やα-STATIONエフエム京都ラジオでも番組を担当。
地元京都の伝統的な行事にも参加しており、成人式式典でのDJプレイや、長岡天満宮節分祭へのゲスト出演などがある。
2011年3月8日、マイアミのCONVENTION CENTERにて開催されたMIAMI WINTER MUSIC CONFERENCE 2011(WMC 2011)DJ SPIN-OFF BEAT MATCHING部門に出場。イタリア、フランス、ドイツなどヨーロッパ勢、アメリカから地元MIAMI、NY、カナダなど世界予選通過20名で争った本戦で3位となった。
2015年京都発HIP HOPユニットTRI4CE (トライフォース) を13ELL (ベル)、Dodge Noledge（ダッジナレッジ)と共に結成した。

## ディスコグラフィ

### シングル
- 『茜色と陽炎の中』（2011年1月21日）
feat TAKUMA(10-FEET).Ｎ∀ＯＫＩ(ロットングラフティー).ドクター長谷川
日本プロバスケットボールリーグ（bjリーグ）京都ハンナリーズオフィシャルソング
- 『Playtime-DJ Shark Remix-』（2012年2月29日）
Vinyl Junkies a.k.a DJ SANCON feat.Malik Work of The Real Live Show
（DJ SANCON別名義プロジェクト）
- 『Which way to go』（2013年3月27日）
feat Marie Martin Vinyl Junkies a.k.a DJ SANCON
- 『SUMMER DAYZ』（2013年7月16日）
MONKEY KEN & DJ SANCON
- 『よなかのようちえん』（2015年6月10日）
DJ SANCON Feat Mummy-D (RHYMESTER). KOHEI JAPAN

### アルバム
- 『Essential Two Turntable Mix』
収録アルバム Renegade Scholars～Japanese Hip Hop Flava!3（2000年12月20日）
- 『ディリリリ・ダラララ』
DJ SANCON feat. KOHEI JAPAN
収録アルバム Family（2007年6月20日）
- 『PLAY DA SONG』
DJ SANCON feat Full Of Harmony,VERBAL(m-flo)
収録アルバム HARLEM ver.X -HARLEM 10th ANNIVERSARY SPECIAL-（2008年1月1日）
- 『ESSENTIAL  BEAT  WORLD SIDE』（2009年6月3日）
- 『PARTY BEST 2014 HITS mixed by DJ SANCON』（2014年11月19日）
iTunes ランキングR&B/SOUL 1位、総合ランキング10位
- 『BEAUTIFUL NIGHT SET mixed by DJ SANCON』（2015年4月22日）
TSUTAYA HIP HOP月間レンタルランキング2位
- 『SWINGIN' OLDIES ORIGINALS mixed by DJ SANCON』（2015年4月22日）
- 『BEST HITS 2015 R&B -Ultimix The Year- mixed by DJ SANCON』（2015年10月21日）
- 『TRI4CE / TRI4CE EP 』（2015年12月23日）
TRI4CE
- 『稲妻ランデブー』（2015年12月23日）
DJ SANCON feat. 弘Jr.

## 出演

### レギュラーイベント
- GLOBAL RHYTHMS（THE ROOM 東京渋谷）
- ESSENTIAL（Butterfly 京都）
- Saturday Chambers サタチャン（Chambers 京都）
毎週土曜日出演
- Sunday Chambers サンチャン（Chambers 京都）
毎週日曜日出演
- KYO JUNGLE（Butterfly 京都）
毎週木曜日出演
- LOUNGE beats（LushLife 奈良）

### Redio
- RELAXIN' PORTER（FM KYOTO α-STATION 89.4 MHz）
日曜19:30〜21:00